# Gare de Coucy-lès-Eppes
La gare de Coucy-lès-Eppes est une gare ferroviaire française de la ligne de Reims à Laon, située sur le territoire de la commune de Coucy-lès-Eppes, dans le département de l'Aisne en région Hauts-de-France. 
Elle est mise en service en 1857 par la Compagnie des chemins de fer des Ardennes. C'est une halte ferroviaire de la Société nationale des chemins de fer français (SNCF), desservie par des trains TER Grand Est.

## Situation ferroviaire
Établie à 86 m d'altitude, la gare de Coucy-lès-Eppes est située au point kilométrique (PK) 41,022 de la ligne de Reims à Laon entre les gares de Saint-Erme et de Laon.
Elle dépend de la région ferroviaire d'Amiens. Elle dispose de deux voies principales (1 et 2) et deux quais d'une « longueur continue maximale » (longueur utile) : de 150 m pour le quai 1Est (Voie 1) et 140 m pour le quai 2Est (Voie 2).

## Histoire
La Compagnie des chemins de fer des Ardennes met en service les 52 kilomètres de la ligne de Reims à Laon en 1857, le 31 août pour les voyageurs et le 15 octobre pour les marchandises.
D'abord occupée par les Allemands après 1914, elle est détruite lors des combats et remplacée par une nouvelle gare après la guerre.

## Fréquentation
Selon les estimations de la SNCF, la fréquentation annuelle de la gare s'élève aux nombres indiqués dans le tableau ci-dessous.
| Année     | 2015  | 2016  | 2017  | 2018  | 2019  | 2020  | 2021  | 2022   | 2023   | 2024  |
| --------- | ----- | ----- | ----- | ----- | ----- | ----- | ----- | ------ | ------ | ----- |
| Voyageurs | 7 102 | 7 064 | 7 048 | 7 267 | 5 811 | 7 023 | 9 545 | 10 099 | 10 669 | 9 990 |

## Service des voyageurs

### Accueil
Halte SNCF, c'est un point d'arrêt non géré (PANG) à accès libre.
Le passage d'un quai à l'autre se fait par le passage à niveau.

### Desserte
Coucy-lès-Eppes est desservie par des trains régionaux TER Grand Est, qui effectuent des missions entre les gares de Reims et de Laon.

### Intermodalité
Le parking des véhicules est possible à proximité.